# Parti ukrainien de l'Internet
Le Parti ukrainien de l'Internet (en ukrainien : Інтернет Партія України, Internet Partia Oukraïny) est un parti politique ukrainien créé en 2007 et enregistré en avril 2010. Le parti est fondé et dirigé par l'homme politique et ancien hacker présumé Dmytro Holoubov et se présente comme le premier parti Internet du monde. Il prend pour slogan « un gouvernement électronique contre la bureaucratie ». Selon son programme, le parti souhaite « créer un gouvernement électronique en Ukraine ».
Son siège social est situé à Odessa, en Ukraine.

## Histoire

Drapeau du parti ukrainien de l'Internet.

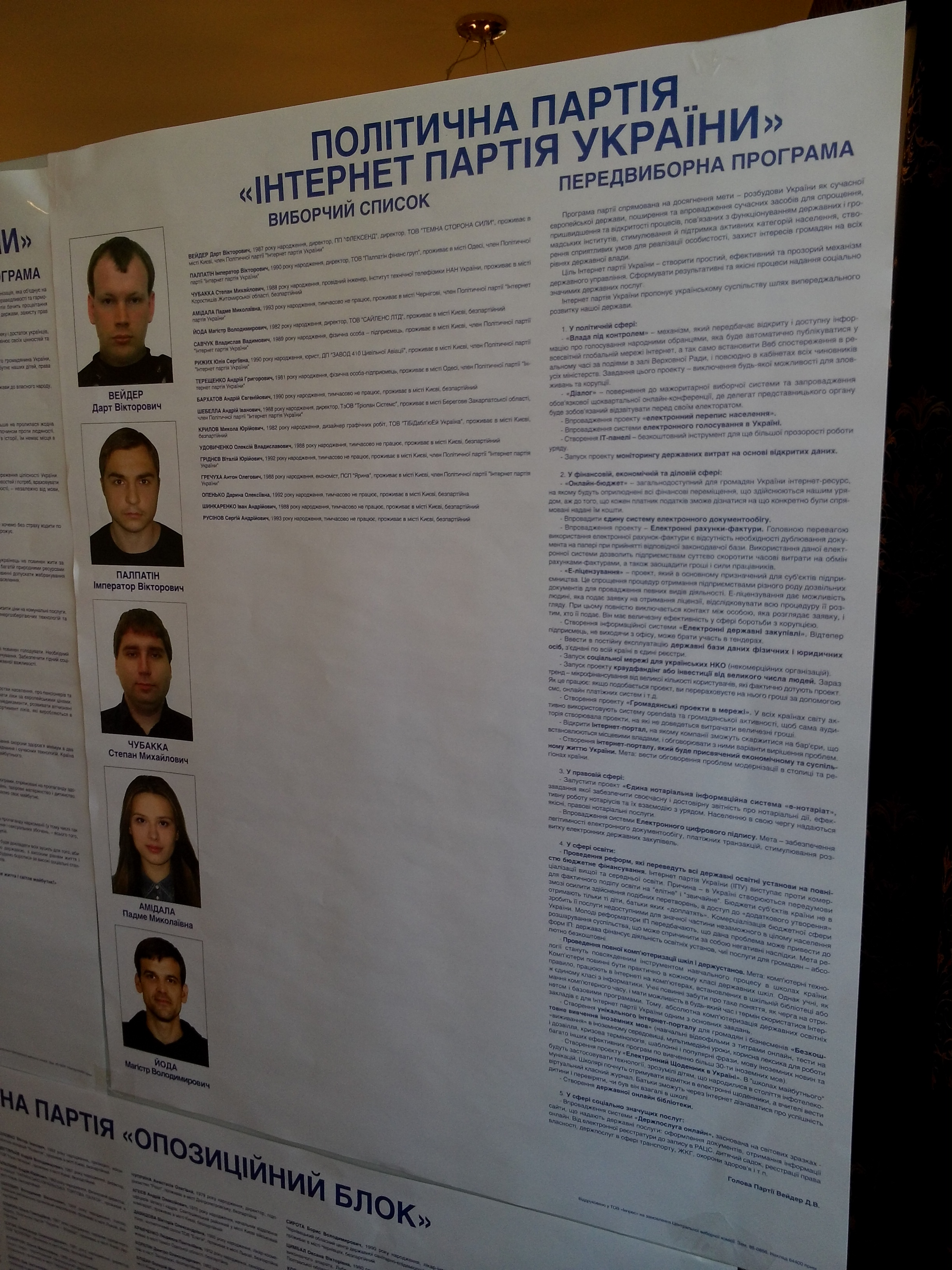
Liste électorale pour les élections législatives de 2014

Le parti est créé entre 2006 et 2007 par le hacker ukrainien présumé Dmytro Holoubov (jamais condamné faute de preuves suffisantes). Le congrès marquant sa fondation a lieu le 1er octobre 2007. Le vice-président de l'Union des avocats d'Ukraine Petro Boyko et Denys Hrihoryev, champion du monde de boxe thaïlandaise chez les super-lourds, font également partie des membres fondateurs[réf. nécessaire]. Le 1er mars 2009, dans le complexe hôtelier « Magnolia » à Odessa, se tient le premier congrès officiel du parti. Holoubov est élu président du parti lors de cette réunion. Le parti est enregistré auprès des autorités en avril 2010, devenant le 174e parti enregistré dans le pays.
Le parti ukrainien de l'Internet se présente comme le premier parti Internet du monde, bien que ce titre revienne plutôt au Parti pirate de Suède. Il prend pour slogan « un gouvernement électronique contre la bureaucratie ».
Lors des élections parlementaires ukrainiennes de 2012, le parti présente un candidat dans une seule circonscription; mais il est battu et le parti n'est pas représenté à la Rada. Lors de l'élection présidentielle ukrainienne de 2014, le parti tente de présenter comme candidat un homme se présentant sous le pseudonyme de Dark Vador et portant son costume,; sa candidature est refusée parce que sa véritable identité ne peut pas être vérifiée. Elle reste d'ailleurs inconnue. Dans son discours de candidature, il déclare : « Moi seul peux faire un empire de notre république, lui redonner sa gloire passée, lui rendre ses territoires perdus et sa fierté ». Il était déjà présent quelques mois plus tôt lors des manifestations de l'Euromaïdan,.
Dark Vador se présente également aux élections municipales à Kiev le 25 mai 2014 et à Odessa le même jour,. Il termine quatrième de l'élection à Odessa. Des fan-films centrés sur le candidat sont diffusés, et il effectue régulièrement des apparitions publiques en costume.
Lors des élections législatives ukrainiennes de 2014, le parti aligne Dark Vador ainsi que d'autres personnages de Star Wars, tels que Chewbacca, Padmé Amidala et Yoda, comme candidats dans des circonscriptions. Lors de l'élection, le parti ne parvient pas à franchir le seuil électoral de 5 % (il obtient 0,36 % des voix) et ne remporte pas non plus de siège de circonscription. Il n'occupe donc aucun siège parlementaire,,. Le fondateur du parti, Dmytro Holoubov, remporte un siège parlementaire dans la circonscription 136 à Odessa, en tant que candidat du Bloc Petro Porochenko. Il réalise un score de 30,31 % des voix. Il se serait porté comme candidat afin d'échapper aux poursuites le visant en raison de ses activités de hacker, grâce à l'immunité parlementaire.
Le 23 octobre 2015, un groupe de membres du parti de l'Internet, accompagné de leur dirigeant, participe, à l'usine Pressmash d'Odessa, à la cérémonie d'inauguration d'un monument en l'honneur de Dark Vador. Réalisé par l'artiste Alexandre Milov, il remplace, dans le cadre du processus de décommunisation, une statue de Lénine,.
Lors des élections législatives ukrainiennes de 2019, le parti présente un candidat dans la circonscription 95, située à Odessa, mais il n'obtient que 0,15 % des voix (133 voix). Holoubov n'est pas réélu dans la circonscription 136 en tant que candidat indépendant, n'obtenant que 40,92 % des voix (le vainqueur, Oleksandr Horeniouk de Serviteur du peuple, obtient 47,08 %).

## Positions politiques
L'objectif principal du parti, écrit dans son programme, est de créer un « e-gouvernement » et de mettre en œuvre la simplification des procédures, avec la fourniture de « services au public via Internet, terminaux électroniques ou mobiles ».
Il propose plusieurs mesures visant à réduire le poids de la bureaucratie dans le pays et à améliorer la transparence, comme l'informatisation du pays et la mise à disposition des documents budgétaires en ligne. Le parti est également en faveur du vote électronique et de la numérisation des actes administratifs. Il milite pour la gratuité des cours de langues et d'informatique pour tous les citoyens ukrainiens et le développement de bibliothèques en ligne. L'UIP se positionne en faveur de la liberté de la presse et lutte contre les atteintes à celle-ci, visant les médias en ligne notamment.
Sur le plan fiscal, le parti d'Internet souhaite réduire le nombre de taxes pour simplifier le système fiscal et supprimer la TVA. Il souhaite mettre en place un impôt sur le revenu unique avec un prélèvement de 25 %.
Dans le domaine économique, le parti souhaite faire sortir l'Ukraine du Groupe d'action financière, et établir des zones franches pour attirer des multinationales du secteur des nouvelles technologies. Il veut également développer les nanotechnologies et la robotique tout en luttant contre la « fuite des cerveaux ».
Lors d'une prise de parole, le candidat costumé en Dark Vador promet de faire revenir la Crimée, occupée par la Russie depuis son annexion en février 2014, à l'intérieur des frontières ukrainiennes, et ce « en trois jours ». Son fondateur souhaite redonner le statut d'« État nucléaire » à l'Ukraine.